# Palu' dei Mugheri
Palu' dei Mugheri este o arie protejată (arie specială de conservare — SAC, sit de importanță comunitară — SCI) din Italia întinsă pe o suprafață de 9,06 ha, integral pe uscat.

## Localizare
Centrul sitului Palu' dei Mugheri este situat la coordonatele 46°17′56″N 11°41′46″E / 46.298889°N 11.696111°E.

## Înființare
Situl Palu' dei Mugheri a fost declarat sit de importanță comunitară în iunie 1995 pentru a proteja 4 specii de animale. Situl a fost protejat și ca arie specială de conservare în mai 2016.

## Biodiversitate
Situată în ecoregiunea alpină, aria protejată conține 2 habitate naturale: Păduri acidofile de Picea de la nivel montan la nivel alpin (Vaccinio-Piceetea), Mlaștini împădurite.
La baza desemnării sitului se află mai multe specii protejate de  păsări (4): minunița (Aegolius funereus), cocoșul de mesteacăn (Bonasa bonasia), ciocănitoare neagră (Dryocopus martius), ciuvică (Glaucidium passerinum)
Pe lângă speciile protejate, pe teritoriul sitului au mai fost identificate 14 specii de plante, 2 specii de amfibieni, 7 specii de mamifere, 1 specie de nevertebrate, 2 specii de reptile.